# Будуиле (Бузау)
Будуиле (рум. Buduile) насеље је у Румунији у округу Бузау у општини Бозиору. Oпштина се налази на надморској висини од 636 m.

## Становништво
Према подацима из 2002. године у насељу је живело 22 становника, од којих су сви румунске националности.